# Laarbeek (Lennik)
De Laarbeek is een beek in Vlaams-Brabant die behoort tot het stroomgebied van de Schelde. 
De Laarbeek ontspringt in het Groenenbergdomein in Gaasbeek. Vervolgens stroomt ze langs brouwerij Lindemans (met waterzuivering) en mondt uit in de Pedebeek nabij de Isabellastraat in Sint-Gertrudis-Pede (Dilbeek).
Stroomopwaarts de brouwerij ligt een 8 ha groot Vlaams natuurreservaat, op de grens tussen Sint-Pieters-Leeuw en Lennik.